# Hydrocanthus socius
Hydrocanthus socius là một loài bọ cánh cứng trong họ Noteridae. Loài này được F.Sahlberg miêu tả khoa học đầu tiên năm 1844.